# Steven A. Kandarian

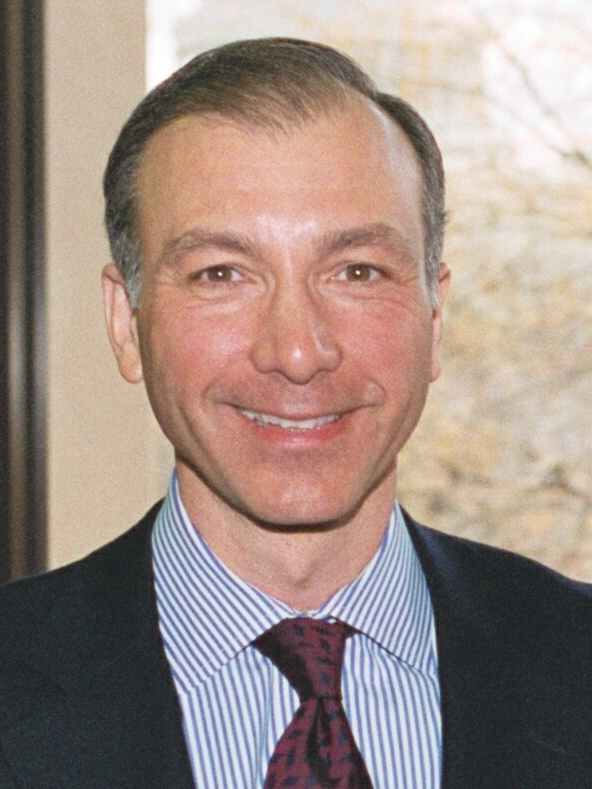
Steven A. Kandarian

Steven A. Kandarian är en amerikansk företagsledare som är styrelseordförande, president och vd för det multinationella försäkringsbolaget Metlife, Inc. Han är också ledamot i styrelsen för branschorganisationen Internationella finansinstitutet (IIF). Kandarian har tidigare lett Lee Capital Holdings, Eagle Capital Holdings och Orion Partners, LP och varit myndighetschef för Pension Benefit Guaranty Corporation.
Han avlade en kandidatexamen i nationalekonomi vid Clark University, en juris doktor vid Georgetown University Law Center (Georgetown University) och en master of business administration vid Harvard Business School.